# Viciria semicoccinea
Viciria semicoccinea es una especie de araña saltarina del género Viciria, familia Salticidae. Fue descrita científicamente por Simon en 1902.
Habita en Indonesia (Java).